# Championnats d'Amérique centrale et des Caraïbes d'athlétisme 2008
Les 21e Championnats d'Amérique centrale et des Caraïbes d'athlétisme ont eu lieu au Stade Pedro Grajales de Cali, en Colombie du 4 au 6 juillet 2008. 44 épreuves figurent au programme de cette compétition (22 masculines et 22 féminines).

## Résultats

### Hommes
| Épreuve           | Or                                                                                   | Argent                                                                        | Bronze                                                                                      |              |
| ----------------- | ------------------------------------------------------------------------------------ | ----------------------------------------------------------------------------- | ------------------------------------------------------------------------------------------- | ------------ |
| 100 m             | Darrel Brown (TRI) 10 s 12                                                           | Daniel Bailey (ATG) 10 s 18                                                   | Henry Vizcaíno (CUB) 10 s 34                                                                |              |
| 200 m             | Emmanuel Callender (TRI) 20 s 69                                                     | Rondell Sorrillo (TRI) 20 s 71                                                | José Eduardo Acevedo (VEN) 20 s 79                                                          |              |
| 400 m             | Renny Quow (TRI) 45 s 27                                                             | Michael Mathieu (BAH) 45 s 66                                                 | Omar Cisneros (CUB) 45 s 98                                                                 |              |
| 800 m             | Andy González (CUB) 1 min 46 s 11 (CR)                                               | Eduard Villanueva (VEN) 1 min 46 s 92                                         | Juan Pablo Solares (MEX) 1 min 47 s 18                                                      |              |
| 1 500 m           | Isaías Haro (MEX) 3 min 45 s 15                                                      | Nico José Herrera (VEN) 3 min 45 s 39                                         | Maury Surel Castillo (CUB) 3 min 47 s 17                                                    |              |
| 5 000 m           | John Tello (COL) 14 min 21 s 21                                                      | Isaías Haro (MEX) 14 min 35 s 81                                              | Javier Alexander Guarín (COL) 15 min 10 s 58                                                |              |
| 10 000 m          | William Naranjo (COL) 29 min 30 s 29                                                 | Diego Colorado (COL) 29 min 41 s 88                                           | Non décernée                                                                                | Non décernée |
| 110 m haies       | Shamar Sands (BAH) 13 s 32                                                           | Paulo César Villar (COL) 13 s 45                                              | Héctor Cotto (PUR) 13 s 55                                                                  |              |
| 400 m haies       | Isa Phillips (JAM) 49 s 98                                                           | Yasmany Copello (CUB) 50 s 08                                                 | Yeison Rivas (COL) 50 s 44                                                                  |              |
| 3 000 m steeple   | José Alberto Sánchez (CUB) 8 min 53 s 24                                             | Alexander Greaux (PUR) 9 min 12 s 70                                          | Yovanni Adame (DOM) 9 min 15 s 72                                                           |              |
| 4×100 m           | Trinité-et-Tobago Keston Bledman Marc Burns Aaron Armstrong Richard Thompson 38 s 54 | Bahamas Adrian Griffith Derrick Atkins Rodney Green Shamar Sands 39 s 22      | Saint-Christophe-et-Niévès Jason Rogers Larry Inanga Jevon Claxton Delwayne Delaney 40 s 81 |              |
| 4×400 m           | Cuba William Collazo Yunier Pérez Omar Cisneros Yeimer López 3 min 02 s 10           | Bahamas Ramon Miller Michael Mathieu Avard Moncur Andretti Bain 3 min 02 s 48 | Trinité-et-Tobago Renny Quow Cowin Mills Ade Alleyne-Forte Stann Waithe 3 min 04 s 12       |              |
| 20 km marche      | James Rendón (COL) 1 h 25 min 22 s 7                                                 | Allan Segura (CRC) 1 h 27 min 57 s 2                                          | Claudio Erasmo Vargas (MEX) 1 h 28 min 51 s 6                                               |              |
| Saut en hauteur   | Víctor Moya (CUB) 2,25 m                                                             | Trevor Barry (BAH) 2,25 m                                                     | Jamal Wilson (BAH) 2,13 m                                                                   |              |
| Saut à la perche  | Lázaro Eduardo Borges (CUB) 5,50 m                                                   | Dominic Johnson (LCA) 5,30 m                                                  | Natanael Semeis (DOM) 4,80 m                                                                |              |
| Saut en longueur  | Wilfredo Martínez (CUB) 8,31 m (CR)                                                  | Herbert McGregor (JAM) 7,90 m                                                 | Tyrone Smith (BER) 7,80 m                                                                   |              |
| Triple saut       | Leevan Sands (BAH) 17,29 m (CR)                                                      | Héctor Dairo Fuentes (CUB) 17,23 m                                            | Alexis Copello (CUB) 16,91 m                                                                |              |
| Lancer du poids   | Alexis Paumier (CUB) 19,60 m                                                         | Manuel Repollet (PUR) 18,43 m                                                 | Carlos Jovanny García (COL) 17,70 m                                                         |              |
| Lancer du disque  | Jorge Fernández (CUB) 58,60 m                                                        | Yunio Lastre (CUB) 58,00 m                                                    | Jesús Parejo (VEN) 56,49 m                                                                  |              |
| Lancer du marteau | Noleysi Vicet (CUB) 71,61 m                                                          | Luis Martín García (MEX) 66,36 m                                              | Raúl Rivera (GUA) 64,58 m                                                                   |              |
| Lancer du javelot | Annier Boué (CUB) 74,98 m                                                            | Dayron Márquez (COL) 74,37 m                                                  | Johnny Walter Viáfara (COL) 71,07 m                                                         |              |
| Décathlon         | Yosley Azcuy (CUB) 7 408 pts                                                         | Steven Marrero (PUR) 7 297 pts                                                | Andrés Horacio Mantilla (COL) 7 164 pts                                                     |              |

### Femmes
| Épreuve           | Or | Argent                                                                                   | Bronze                                                                                  |              |
| ----------------- | --- | ---------------------------------------------------------------------------------------- | --------------------------------------------------------------------------------------- | ------------ |
| 100 m             | Chandra Sturrup (BAH) 11 s 20                                                                          | Sherry Fletcher (GRN) 11 s 39                                                            | Barbara Pierre (HAI) 11 s 40                                                            |              |
| 200 m             | Debbie Ferguson-McKenzie (BAH) 22 s 78                                                                 | Roxana Díaz (CUB) 22 s 82                                                                | Darlenys Obregón (COL) 23 s 13                                                          |              |
| 400 m             | Indira Terrero (CUB) 50 s 98                                                                           | Gabriela Medina (MEX) 51 s 78                                                            | Ginou Ettiene (HAI) 52 s 20                                                             |              |
| 800 m             | Rosibel García (COL) 2 min 05 s 9                                                                      | Sheena Gooding (BAR) 2 min 06 s 6                                                        | Cristina Guevara (MEX) 2 min 07 s 2                                                     |              |
| 1 500 m           | Rosibel García (COL) 4 min 24 s 62                                                                     | Yamilé Alaluf (MEX) 4 min 25 s 43                                                        | Muriel Coneo (COL) 4 min 28 s 92                                                        |              |
| 5 000 m           | Nora Leticia Rocha (MEX) 16 min 41 s 27                                                                | Bertha Sánchez (COL) 16 min 43 s 82                                                      | María Isabel Montilla (VEN) 16 min 53 s 42                                              |              |
| 10 000 m          | Bertha Sánchez (COL) 35 min 16 s 36                                                                    | María Isabel Montilla (VEN) 35 min 42 s 18                                               | Andreina de la Rosa (DOM) 36 min 43 s 36                                                |              |
| 100 m haies       | Anay Tejeda (CUB) 12 s 61 (NR)                                                                         | Yenima Arencibia (CUB) 12 s 95                                                           | Aleesha Barber (TRI) 12 s 98 (NR)                                                       |              |
| 400 m haies       | Josanne Lucas (TRI) 56 s 55                                                                            | Princesa María Oliveros (COL) 57 s 44                                                    | Yolanda Osana (DOM) 58 s 91                                                             |              |
| 3 000 m steeple   | Ángela Figueroa (COL) 10 min 18 s 23                                                                   | Milena Pérez (CUB) 10 min 45 s 46                                                        | Sonny García (DOM) 12 min 16 s 51                                                       |              |
| 4×100 m           | Trinité-et-Tobago Semoy Hackett Ayanna Hutchinson Sasha Springer-Jones Kelly-Ann Baptiste 43 s 43 (NR) | Colombie Mirtha Brock Felipa Palacios Darlenys Obregón Yomara Hinestroza 43 s 56         | Bahamas Kristy White Chandra Sturrup Timicka Clarke Debbie Ferguson-McKenzie 44 s 03    |              |
| 4×400 m           | Cuba Aymée Martínez Diosmely Peña Daisurami Bonne Indira Terrero 3 min 27 s 97                         | Mexique María Teresa Rugeio Gabriela Medina Nallely Vela Zudikey Rodríguez 3 min 29 s 94 | Bahamas Sasha Rolle Christine Amertil Shakeitha Henfield Crystal Strachan 3 min 35 s 57 |              |
| 10 km marche      | Claudia Ortega (MEX) 50 min 10 s 37                                                                    | Milángela Rosales (VEN) 51 min 06 s 83                                                   | Ingrid Hernández (COL) 52 min 44 s 84                                                   |              |
| Saut en hauteur   | Levern Spencer (LCA) 1,.91 m                                                                           | Caterine Ibargüen (COL) 1,88 m                                                           | Marielys Rojas (VEN) 1,79 m                                                             |              |
| Saut à la perche  | Milena Jazmín Agudelo (COL) 4,10 m                                                                     | Keisa Monterola (VEN) 4,00 m                                                             | Non décernée                                                                            | Non décernée |
| Saut en longueur  | Bianca Stuart (BAH) 6,54 m                                                                             | Shara Proctor (AIA) 6,54 m (NR)                                                          | Charisse Bacchus (TRI) 6,49 m                                                           |              |
| Triple saut       | Mabel Gay (CUB) 14,19 m (CR)                                                                           | Yarianna Martínez (CUB) 13,95 m                                                          | Ayanna Alexander (TRI) 13,30 m                                                          |              |
| Lancer du poids   | Cleopatra Borel-Brown (TRI) 18,39 m                                                                    | Yumileidi Cumbá (CUB) 18,10 m                                                            | Yaniuvis López (CUB) 17,87 m                                                            |              |
| Lancer du disque  | Yarelis Barrios (CUB) 62,87 m                                                                          | Yania Ferrales (CUB) 58,74 m                                                             | Annie Alexander (TRI) 54,56 m                                                           |              |
| Lancer du marteau | Candice Scott (TRI) 69,26 m (CR)                                                                       | Yunaika Crawford (CUB) 69,03 m                                                           | Eli Johana Moreno (COL) 67,09 m (NR)                                                    |              |
| Lancer du javelot | Laverne Eve (BAH) 56,36 m                                                                              | Yanet Cruz (CUB) 56,14 m                                                                 | Kateema Riettie (JAM) 54,90 m                                                           |              |
| Heptathlon        | Yariadmis Argüelles (CUB) 5 862 pts                                                                    | Yasmiany Pedroso (CUB) 5 833 pts                                                         | Thaimara Solsiree Rivas (VEN) 5 302 pts                                                 |              |

## Tableau des médailles
- Pays organisateur

| Rang  | Nation | Or | Argent | Bronze | Total |
| ----- | ------ | -- | ------ | ------ | ----- |
| 1     | CUB    | 17 | 12     | 5      | 34    |
| 2     | COL    | 8  | 7      | 9      | 24    |
| 3     | TRI    | 8  | 1      | 5      | 14    |
| 4     | BAH    | 6  | 4      | 3      | 13    |
| 5     | MEX    | 3  | 5      | 3      | 11    |
| 6     | JAM    | 1  | 1      | 1      | 3     |
| 7     | LCA    | 1  | 1      | 0      | 2     |
| 8     | VEN    | 0  | 5      | 5      | 10    |
| 9     | PUR    | 0  | 3      | 1      | 4     |
| 10=   | AIA    | 0  | 1      | 0      | 1     |
| 10=   | ANT    | 0  | 1      | 0      | 1     |
| 10=   | BAR    | 0  | 1      | 0      | 1     |
| 10=   | CRC    | 0  | 1      | 0      | 1     |
| 10=   | GRN    | 0  | 1      | 0      | 1     |
| 15    | DOM    | 0  | 0      | 5      | 5     |
| 16    | HAI    | 0  | 0      | 2      | 2     |
| 17=   | BER    | 0  | 0      | 1      | 1     |
| 17=   | GUA    | 0  | 0      | 1      | 1     |
| 17=   | SKN    | 0  | 0      | 1      | 1     |
| Total | Total  | 44 | 44     | 42     | 130   |